# The Knick/ザ・ニック
『The Knick/ザ・ニック』（原題：The Knick）は、2014年から2015年まで制作・放送されたアメリカ合衆国の医療ドラマ（テレビドラマ）。アメリカでの放送はCinemax。
スティーヴン・ソダーバーグが初めて監督したテレビドラマ。主演はクライヴ・オーウェン。全2シーズン・20回。日本では2016年10月から第1シーズンが、12月から第2シーズンがHuluで配信された。

## あらすじ
20世紀初頭のニューヨークの「ニッカーボッカー病院」通称・“ニック”を舞台に、革新的な医療を行う天才外科医ジョン・サッカリーと周囲の人間模様を描く。

## 放映リスト

### 第1シリーズ（2014年）
- 第1話	「方式と狂気」	Method and Madness
- 第2話	「ミスター・パリ帰り」	Mr. Paris Shoes
- 第3話	「忙しいノミ」	The Busy Flea
- 第4話	「品格はどうした」	Where's the Dignity
- 第5話	「熱を捉えるもの」	They Capture the Heat
- 第6話	「パパと呼んでくれ」	Start Calling Me Dad
- 第7話	「縄を取れ」Get the Rope
- 第8話	「夜遅くまでよく働く」 Working Late a Lot
- 第9話	「金の蓮」 The Golden Lotus
- 第10話	「クラッチフィールド」	Crutchfield

### 第2シリーズ（2015年）
- 第1話	「10の結び目」 Ten Knots
- 第2話	「バラなんかじゃない」	You're No Rose
- 第3話	「最高＋最高＝ベスト」 The Best with the Best to Get the Best
- 第4話	「素晴らしいサプライズ」 Wonderful Surprises
- 第5話	「ムチ打ち」 Whiplash
- 第6話	「規則は、ある」 There Are Rules
- 第7話	「ウィリアムズとウォーカー」	Williams and Walker
- 第8話	「全然良くない」 Not Well at All
- 第9話	「ムーン・フラワーを覚えてる？」 Do You Remember Moon Flower?
- 第10話  「これが我々だ」 This Is All We Are

## キャスト

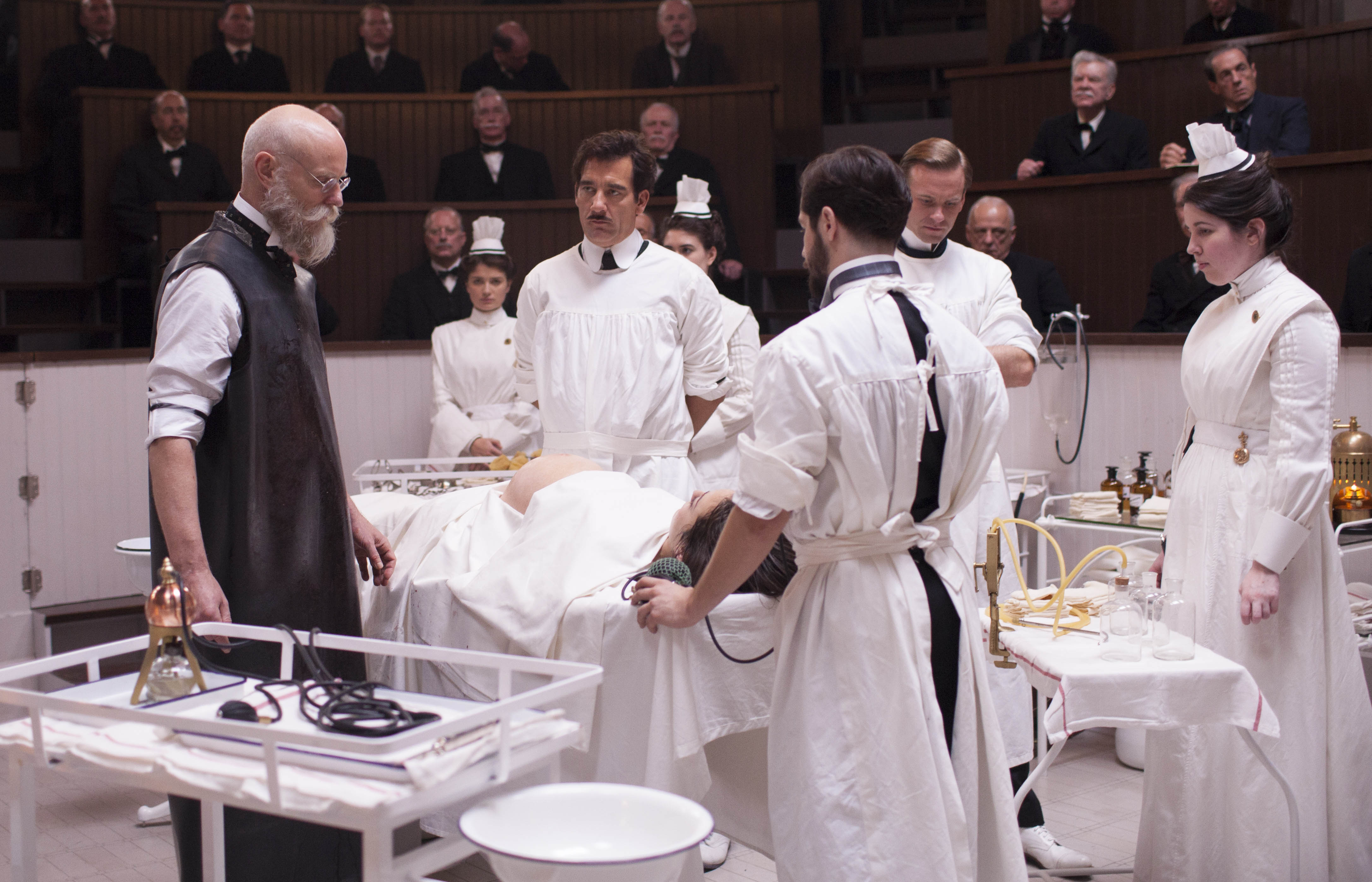
ドラマの1シーン。左から2人目が主演のクライヴ・オーウェン。

- ジョン・サッカリー医師：クライヴ・オーウェン
- アルジャーノン・エドワーズ医師：アンドレ・ホランド
- ハーマン・バーロウ院長：ジェレミー・ボブ
- コーネリア・ロバートソン：ジュリエット・ライランス
- ルーシー・エルキンズ：イヴ・ヒューソン
- バートラム “バーティ” ・チッカリング医師：マイケル・アンガラノ
- トム・クリアリー：クリス・サリヴァン
- シスター・ハリエット：カーラ・シーモア
- エヴェレット・ガリンジャー医師：エリック・ジョンソン
- デヴィッド・フィエロ
- マヤ・カザン
- レオン・アディソン・ブラウン
- グレインジャー・ハインズ
- マット・フリューワー
- レイチェル・コリン

## 受賞
- 第19回サテライト賞テレビ部門（2015年）
  - ドラマシリーズ賞
  - テレビ主演男優賞（ドラマシリーズ賞）（クライヴ・オーウェン）[4]
- 第74回ピーボディ賞（2015年）[5]